# Port St. John
Port St. John es un lugar designado por el censo ubicado en el condado de Brevard en el estado estadounidense de Florida. En el Censo de 2010 tenía una población de 12.267 habitantes y una densidad poblacional de 1.223,22 personas por km².

## Geografía
Port St. John se encuentra ubicado en las coordenadas 28°28′37″N 80°47′15″O / 28.47694, -80.78750. Según la Oficina del Censo de los Estados Unidos, Port St. John tiene una superficie total de 10.03 km², de la cual 10.03 km² corresponden a tierra firme y (0%) 0 km² es agua.

## Demografía
Según el censo de 2010, había 12.267 personas residiendo en Port St. John. La densidad de población era de 1.223,22 hab./km². De los 12.267 habitantes, Port St. John estaba compuesto por el 89.48% blancos, el 5.49% eran afroamericanos, el 0.52% eran amerindios, el 0.99% eran asiáticos, el 0.3% eran isleños del Pacífico, el 0.86% eran de otras razas y el 2.35% pertenecían a dos o más razas. Del total de la población el 6.01% eran hispanos o latinos de cualquier raza.